# Aixurnadinahhe I
Aixurnadinahhe I o Aššur-nadin-ahhe I va ser rei d'Assíria. Va pujar al tron en data desconeguda, ja que la Llista dels reis d'Assíria i les altres llistes conegudes estan damnades en la duració del regnat d'aquest rei i del seu pare Aixurrabi I. Podria haver regnat de cap a la meitat del segle fins al 1420 aC i per la seva possible edat, un regnat de més de 20 anys està dins d'allò raonable (la inscripció damnada s'havia llegit com "...dies" però això sembla una lectura errònia), això no obstant, en haver estat enderrocat, seria més probable un regnat curt.
Era fill d'Aixurrabi I al que va succeir sembla que a la seva mort natural. El va succeir el seu germà Enlilnasir II que generalment s'admet que el va enderrocar en un cop d'estat, però la llista reial diu exactament que es va posar ell mateix al tron el que podria indicar que va succeir al seu germà com a hereu legítim a la mort d'aquest.